# Fisalia (sous-marin, 1931)
Pour les articles homonymes, voir Fisalia (sous-marin).
Le Fisalia est un sous-marin de la classe Argonauta (sous-classe de la Serie 600, en service dans la Regia Marina lancé au début des années 1930 et ayant servi pendant la Seconde Guerre mondiale.

## Caractéristiques
La classe Argonauta est dérivée des anciens sous-marins de la classe Squalo, qui ont déplacé 660 tonnes en surface et 813 tonnes en immersion. Les sous-marins mesuraient 61,5 mètres de long, avaient une largeur de 5,7 mètres et un tirant d'eau de 4,7 mètres. Ils avaient une profondeur de plongée opérationnelle de 80 mètres. Leur équipage comptait 44 officiers et hommes d'équipage.
Pour la navigation de surface, les sous-marins étaient propulsés par deux moteurs diesel CRDA de 615 chevaux (452 kW), chacun entraînant un arbre d'hélice. En immersion, chaque hélice était entraînée par un moteur électrique CRDA de 400 chevaux-vapeur (298 kW). Ils pouvaient atteindre 14 noeuds (26 km/h) en surface et 8 noeuds (15 km/h) sous l'eau. En surface, la classe Argonauta avait une autonomie de 3 180 milles nautiques (5 889 km) à 10,5 noeuds (19,4 km/h). En immersion, elle avait une autonomie de 110 milles nautiques (203 km) à 3 noeuds (5,6 km/h).
Les sous-marins étaient armés de six tubes lance-torpilles de 53,3 centimètres (21 pouces), quatre à l'avant et deux à l'arrière, pour lesquels ils transportaient un total de 12 torpilles. Ils étaient également armés d'un seul canon de pont 102/35 Model 1914 à l'avant de la tour de contrôle (kiosque) pour le combat en surface. Leur armement anti-aérien consistait en deux mitrailleuses Breda Model 1931 de 13,2 mm.

## Construction et mise en service
Le Fisalia est construit par le chantier naval Cantieri Riuniti dell'Adriatico (CRDA) de Monfalcone en Italie, et mis sur cale le 20 novembre 1929. Il est lancé le 2 mai 1931 et est achevé et mis en service le 4 juin 1932. Il est commissionné le même jour dans la Regia Marina.

## Historique
Après l'entrée en service, le Fisalia passe quelque temps dans le nord de l'Adriatique, notamment à Pula.
En 1933, il effectue un long voyage d'entraînement dans les eaux méditerranéennes, après quoi il est affecté à Messine, où il est employé à l'entraînement.
Il participe clandestinement à la guerre civile d'Espagne avec une mission de douze jours, sans résultat.
Il est ensuite envoyé à Tobrouk, où il se trouve à l'entrée de l'Italie pendant la Seconde Guerre mondiale,.
Le 12 juin 1940 (avec le lieutenant de vaisseau (tenente di vascello) Girolamo Acunto comme commandant), il est envoyé en mission offensive près d'Alexandrie, où il reste deux jours. Il repère un transport mais ne parvient pas à l'attaquer,. Le 15 juin, alors qu'il retourne à Tobrouk, il est attaqué à la torpille par un sous-marin ennemi, mais il esquive la torpille par une manœuvre,.
Le 12 juillet, il part pour rejoindre le golfe de Sollum. En cours de route, il est cependant repéré par trois navires d'escorte et subit une intense chasse anti-sous-marine dont il sort plutôt malmené, devant retourner à Tobrouk (où il arrive le 13),.
Après réparation, il accomplit diverses autres missions offensives, toutes sans résultat.
À partir du 14 octobre 1940, il est affecté à l’École de sous-marins de Pula, pour laquelle il effectue 46 missions d'entraînement jusqu'au 10 mars 1941,.
Il est ensuite employé dans des missions offensives dans les eaux égyptiennes.
Le 23 septembre 1941, il quitte Leros en direction de son propre secteur d'opération, situé entre Jaffa et Haïfa, mais il disparait,.
Après la guerre, on découvre qu'il a été coulé par des grenades sous-marines le 28 septembre par la corvette britannique HMS Hyacinth (K84), à environ vingt-cinq milles nautiques (48 km) au nord-est de Jaffa,.
Ont disparu avec le Fisalia le commandant Acunto, quatre autres officiers, 14 sous-officiers et 26 marins.
Pendant toute la guerre, le sous-marin avait effectué 7 missions offensives-exploratoires et 8 missions de transfert, pour un total de 6 181 milles nautiques (11 447 km) en surface et 2 190 milles nautiques (4 055 km) sous l'eau.